# الانتخابات العامة الليبية 1965
الانتخابات العامة المبكرة عُقِدَت بليبيا في 8 مايو 1965، بعد حَل البرلمان من قبل الملك إدريس الأول بعد انتخابات 1964. بعد أن فرض حظر على الأحزاب السياسية، خاض جميع المترشحين الانتخابات كمستقلين. من أجل ضمان فوز المترشحين الموالين للحكومة، قامت الشرطة بالعبث بصناديق الاقتراع.